# Where’s Willy
Where’s Willy? ist eine Website, mit der der Umlauf von kanadischem Papiergeld verfolgt werden kann. Die Seite wurde im Februar 2001 gegründet von dem US-Amerikaner Hank Eskin, der bereits 1998 in den USA die Seite Where’s George ins Leben gerufen hatte.

## Funktionsweise
Der Name Where’s Willy? ist abgeleitet von Wilfrid Laurier, dem siebten Premierminister Kanadas, dessen Porträt auf dem Schein zu fünf Dollar abgebildet ist. Dieser Schein ist auch der kleinste in Kanada, wo es im Gegensatz zu den USA keine Geldscheine zu einem oder zwei Dollar mehr gibt. Es existieren heute nur noch Stückelungen zu $ 5, $ 10, $ 20, $ 50 und $ 100.
In die Eingabemaske der Website werden die kanadische Postleitzahl oder die US-amerikanische Postleitzahl des Ortes, an dem man den Schein erhalten hat sowie die Serie und die Seriennummer eingegeben. Für internationale Benutzer ist eine spezielle Eingabeseite vorgesehen, auf der man ausgewählte ausländische Orte vorfindet.
Falls der Schein bereits registriert ist, erhält man eine Treffermeldung, die angibt, wo der Schein zuvor eingetragen wurde, wie weit dieser Ort entfernt ist und wie lange er für die zurückgelegte Distanz gebraucht hat. Ähnlich wie in den USA werden von manchen Personen die eingegebenen Scheine mit einem Stempel versehen, um andere aufzufordern, den Schein ebenfalls einzugeben (visit www.whereswilly.com). Falls der Benutzer es wünscht, kann er über einen späteren Treffer der von ihm eingegebenen Scheine per SMS und/oder per E-Mail informiert werden.
Im April 2012 waren bei Where's Willy? insgesamt 3,8 Millionen Scheine mit einem Gesamtwert von mehr als 58 Millionen Dollar erfasst.